# Ramón Abeledo
Ramón Abeledo (29 de abril de 1937) é um ex-futebolista argentino que competiu na Copa do Mundo FIFA de 1962.